# Sans (personage)
Sans is een personage in het computerspel Undertale. Het personage is bedacht door spelontwerper Toby Fox en maakte zijn debuut in het spel Undertale uit 2015.

## Personage
Sans wordt aanvankelijk als vrolijke noot in het spel geïntroduceerd, maar blijkt later een van de meest deskundige personages. Hij wordt afgebeeld als een klein skeletkereltje met blauwe hoodie, zwarte broek en roze slippers. Zijn naam is afgeleid van Comic Sans, een lettertype voor informele documenten.
Sans werd geprezen in recensies door zijn hilarische dialogen in het spel. Als eindbaas zou hij buitengewoon moeilijk te zijn verslaan. Zijn populariteit groeide bij veel fans, die daarop enkele mods uitbrachten.

### Meer over het personage
Sans woont samen met zijn broer Papyrus in Snowdin, de eerste nederzetting van de monsters achter de Ruins. Hij is een grappenmaker, maar Papyrus niet. Daardoor houdt Sans ervan om zijn broer te plagen met skeletgrappen of slechte grappen in het algemeen. Ondanks dat heeft Sans een grotere rol in Undertale. Hij is de enige tegenstander die karma gebruikt tijdens de gevechten.
Vanwege de populariteit van Sans zijn er verschillende versies van hem gemaakt, waaronder Underswap Sans (ook wel Blueberry genoemd), Underfell Sans (ook wel Edge of Red genoemd), Ink! Sans, Error Sans, Dream en Nightmare Sans. Er bestaat in het spel een extra moeilijke versie van Sans, genaamd Badtime Sans.
Er is ook een "laatste adem"-versie ("Last breath") van Sans, die bestaat uit vijf fases. Fase 1: "Not a slacker anymore", fase 2: "The slaughter continues", fase 3: "An Enigimatic Encounter", fase 4: heeft geen bijnaam, en fase 5: "Worst beauty". En wat extra fases tot de 999999 punten.

## In andere spellen
Sans verscheen ook in andere spellen. Zo heeft hij een korte cameo in het spel Deltarune en hij verschijnt als een skin in het vechtspel Super Smash Bros. Ultimate. Ook in het spel Bonetale is hij het startpersonage.